# طلال محمود
طلال محمود (30 يونيو 1982-) ممثل ومؤلف ومخرج إماراتي.

## حياته ونشاته
من مواليد إمارة الشارقة، اتجه إلى مجال الفن مع بداية عام 2000 وشارك في العديد من الأعمال التلفزيونية والمسرحية والسينمائية من فئة الأفلام القصيرة كما أنه كاتب مسرحي حائز على جوائز عديدة في مجال التأليف المسرحي. وحصد طلال محمود الجائزة الأولى كأفضل فيلم عن فيلمه «نيتين»  الذي شارك به في الدورة الثانية من مهرجان العين السينمائي عام 2020 في مسابقة الصقر الإماراتي القصير، وشارك في مسابقة أفلام من الإمارات وله عدة تجارب إخراجية لأفلام قصيرة ويعد من أهم الكتاب الشباب في الإمارات.    

## أعماله[7]

### المسلسلات التلفزيونية
- الحرب العائلية الأولى 2016 [8]
- حنة ورنة 2009
- نص درزن 2008 [9]

### المسرحيات
- عرس الاثنين 2016 [10]
- ترانزيت 2017 [11]
- بومباي والا 2018
- سكة غبر 2019 [12]